# VIII Giochi della Francofonia
Gli VIII Giochi della Francofonia si sono svolti dal 21 al 30 luglio 2017 ad Abidjan, in Costa d'Avorio. La manifestazione si è contraddistinta per lo svolgimento di eventi sportivi e culturali (arte e creazioni).

## Sedi di gara
I dieci impianti che hanno ospitato gli eventi culturali e sportivi sono situati in tre differenti aree geografiche della città di Abidjan: 
- Zone A: sobborghi di Marcory e Treichville;
- Zone B: sobborgo di Plateau;
- Zone C: sobborgo di Cocody.

### Zone A (Marcory a Treichville)
- Stade Robert Champroux - Competizioni sportive, Rinnovato nel 2007
- Parc du Canal aux bois - Eventi culturali;
- Palais des Sports de Treichville - Competizioni sportive, Rinnovato nel 2013
- Palace of Culture of Abidjan - Eventi culturali, Rinnovato nel 2012
- Café-Théâtre, Centre national des arts et de la culture - Eventi culturali

### Zone B (Le Plateau)
- Stade Félix Houphouët-Boigny - Competizioni sportive
- Ivory Coast Museum of Civilisations - Eventi culturali
- National Library of Ivory Coast - Eventi culturali
- French Cultural Centre - Eventi culturali

### Zone C (Cocody)
- Université Félix Houphouët-Boigny (campus) - Villaggio dei giochi; Competizioni sportive, Rinnovato nel 2012

## Partecipanti
Hanno partecipato ai Giochi 48 delegazioni. Il Kosovo e l'Ucraina hanno preso parte alla manifestazione per la prima volta.Il Laos è ritorna a partecipare dopo l'ultima edizione del 2009. Andorra, Austria, Cipro, Guinea Equatoriale, Estonia, Guinea-Bissau, Montenegro, Polonia, Ruanda, Saint Lucia, e Slovacchia che avevano partecipato all'edizione del 2013 non hanno preso parte a questa edizione.
- Armenia
- Benin
- Bulgaria
- Burkina Faso
- Burundi
- Cambogia
- Camerun
- Canada
- Capo Verde
- Rep. Centrafricana
- Ciad
- Comore
- Rep. del Congo
- RD del Congo
- Gibuti
- Egitto
- Francia
- Vallonia
- Gabon
- Guinea
- Haiti
- Costa d'Avorio
- Kosovo
- Laos
- Libano
- Lussemburgo
- Macedonia
- Madagascar
- Mali
- Mauritania
- Mauritius
- Monaco
- Marocco
- Mozambico
- Nuovo Brunswick
- Niger
- Qatar
- Québec
- Romania
- Senegal
- Seychelles
- Svizzera
- Togo
- Tunisia
- Ucraina
- Uruguay
- Vanuatu
- Vietnam

## Eventi sportivi
- Lotta senegalese (12)
- Atletica leggera (42)
- Atletica leggera paralimpica (5)
- Pallacanestro (1)
- Ciclismo (2)
- Ciclismo su strada (?) (dimostrativo)
- Calcio (1)
- Judo (14)
- Tennistavolo (4)
- Lotta (16)

## Eventi culturali

### Arte
- Canzone
- Danse de création
- Fotografia
- Hip hop (danza)
- Jonglerie avec ballon (freestyle ball)
- Letteratura (novelle)
- Marionette giganti
- Pittura
- Racconti e narratori
- Scultura/installazioni

### Creazioni
- Creazioni numeriche
- Creazioni per uno sviluppo durevole

## Medagliere
Paese ospitante
| Posiz. | Nazione                      | Oro | Argento | Bronzo | Totale |
| ------ | ---------------------------- | --- | ------- | ------ | ------ |
| 1      | Francia                      |     |         |        |        |
| 2      | Marocco                      |     |         |        |        |
| 3      | Canada                       |     |         |        |        |
| 4      | Senegal                      |     |         |        |        |
| 5      | Romania                      |     |         |        |        |
| 6      | Costa d'Avorio               |     |         |        |        |
| 7      | Camerun                      |     |         |        |        |
| 8      | Québec                       |     |         |        |        |
| 9      | Rep. del Congo               |     |         |        |        |
| 10     | Burkina Faso                 |     |         |        |        |
| 11     | Svizzera                     |     |         |        |        |
| 12     | Seychelles                   |     |         |        |        |
| 13     | Kosovo                       |     |         |        |        |
| 14     | Armenia                      |     |         |        |        |
| 15     | Malaysia                     |     |         |        |        |
| 16     | Niger                        |     |         |        |        |
| 17     | Nuovo Brunswick              |     |         |        |        |
| 18     | Benin                        |     |         |        |        |
| 18     | Mauritius                    |     |         |        |        |
| 20     | Capo Verde                   |     |         |        |        |
| 21     | Tunisia                      |     |         |        |        |
| 22     | RD del Congo                 |     |         |        |        |
| 22     | Libano                       |     |         |        |        |
| 24     | Egitto                       |     |         |        |        |
| 25     | Comunità francese del Belgio |     |         |        |        |
| 26     | Ciad                         |     |         |        |        |
| 27     | Gabon                        |     |         |        |        |
| 27     | Guinea                       |     |         |        |        |
| 29     | Lussemburgo                  |     |         |        |        |
| 30     | Madagascar                   |     |         |        |        |
| 31     | Rep. Centrafricana           |     |         |        |        |
| 32     | Cambogia                     |     |         |        |        |
| 32     | Gibuti                       |     |         |        |        |
| 32     | Togo                         |     |         |        |        |
| 32     | Vietnam                      |     |         |        |        |
| Totale |                              |     |         |        |        |